# صراف آلي
الصراف الآلي (بالإنجليزية: Automated teller machine، اختصارًا ATM)‏ هو جهاز الكتروني يوفر لعملاء المؤسسات المالية إجراء المعاملات المالية في الأماكن العامة كبديل عن الحاجة إلى موظف. للقيام بآي عملية، يجب على العميل إدخال بطاقة بلاستيكية مرمزة تحتوي على رقم خاص بالعميل وبعض المعلومات الأمنية. ومن العمليات المالية التي يسمح بالقيام بها من خلال الصراف الآلي الوصول إلى الحسابات المصرفية وسحب النقود ومعرفة أرصدة الحسابات، وإيداع النقود أيضا. كما توفر بعض المصارف خدمات أخرى مثل دفع الفواتير، شحن خطوط الهاتف الخلوي المدفوعة مسبقا.

## تاريخ الآلة
اخترعت آلة الصراف الآلي في نيويورك في العام 1939 حين قام لوثر جورج سيمجيان باختراعها وتركيبها في مصرف سيتي بنك، ولكن الآلة أزيلت بعد 6 أشهر بسبب عدم تقبل العملاء لفكرتها. ولم تطرح فكرة الآلة مرة أخرى إلا بعد أكثر من 25 عام حين قام دولارو (De La Rue) بطرح أول جهاز صراف آلي إلكتروني جرى تركيبه في مدينة إينفيلد في شمال لندن في 27 يونيو 1967 من قبل بنك باركليز. ويعد جون شبرد - بارون هو أول من اخترع آلة صراف آلي إلكترونية لصالح بنك باركليز بالرغم من أن هنالك الكثير من براءات الاختراع التي سجلت باسم مخترعين آخرين في الوقت نفسه. في 2005 منح جون شبرد-بارون وسام OBE البريطاني كما أضيف إلى قائمة الشرف حيث أنه قدم للعالم العديد من الاختراعات الهامة.
واستخدمت أجهزة الصراف الآلي لأول مرة على نطاق واسع في المملكة المتحدة في عام 1973 تعتبر آي بي إم (2984 IBM) أول آلة سحب أموال حقيقية في التاريخ في وظيفة مماثلة لآلات اليوم الصراف الآلي لا تزال علامة تجارية مسجلة لويدز تي اس بي في المملكة المتحدة وقد صممت بناء على طلب من مصرف لويدز.

### قصة اختراع الآلة

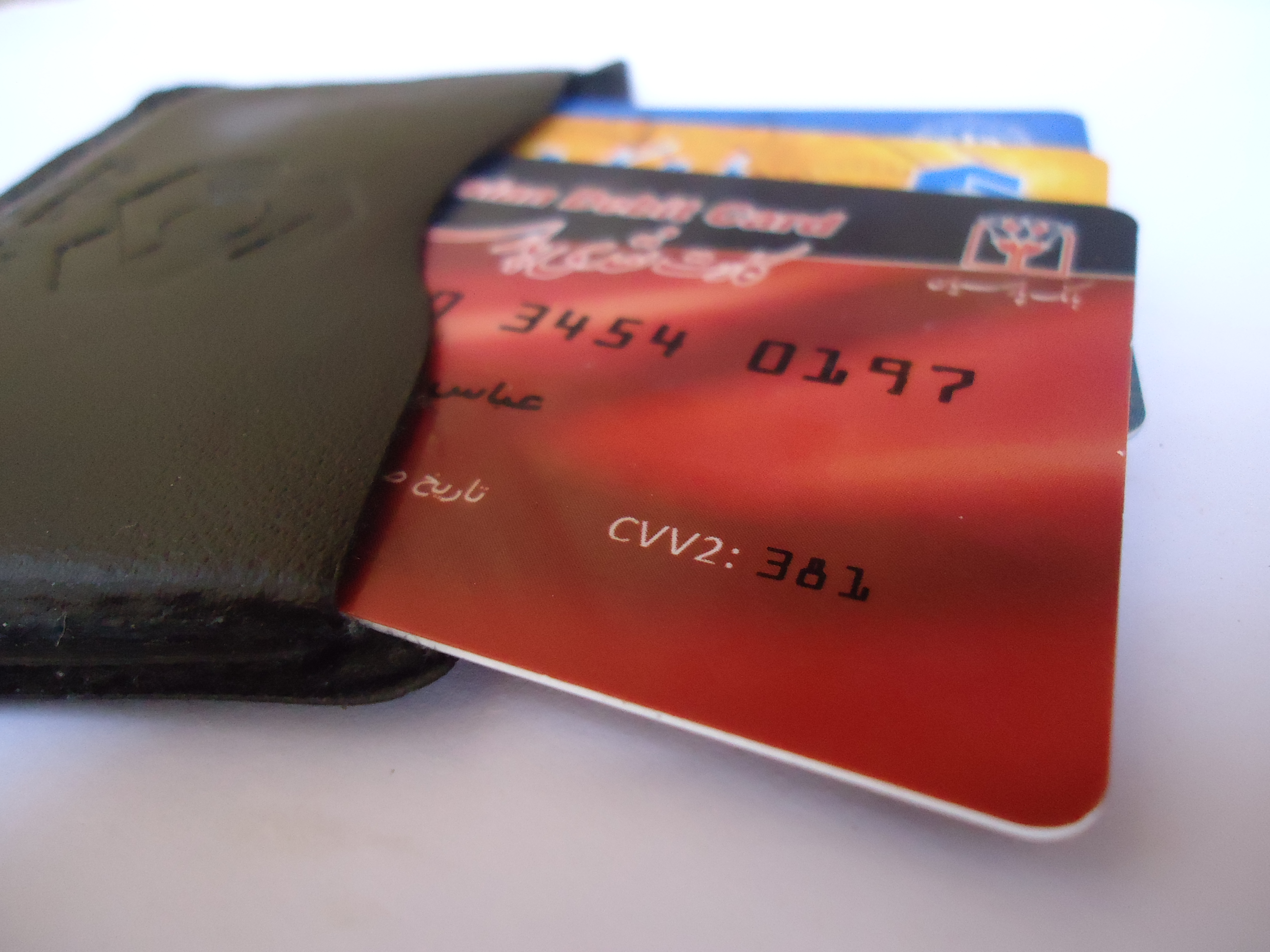
بطاقات ائتمان

كانت مشكلة جون شيفرد بارون عندما أراد اختراع الآلة أنه لا يستطيع الحصول على النقود بسبب عطلة السبت والأحد إضافة إلى أنه كانت هنالك إجازة لمناسبة معينة ذلك الوقت، وبسبب الحاجة الملحة للمال في أيام إجازة البنك تبلورت عند جون الفكرة التي كان عنوانها : بنك مفتوح 24 ساعة 7 أيام في الأسبوع. ذهب جون ليلتقي بمدير البنك الذي يعمل به «باركليز» لعرض فكرته الجديدة، عندما سمع المدير الفكرة طلب من جون أن يحولها إلى آلة أو ماكينة سهلة الاستعمال وبالتالي فإنه سيشتري منه هذه الآلة الغريبة فوراً. وانشغل جون مدة عام كامل يحاول اختراع هذه الماكينة حتى توصل في النهاية إلى نموذج أول ماكينة صراف آلي أعلن عنها عام 1967 حيث قام بنك باركليز بافتتاح البنك الآلي المفتوح على مدار الساعة. وتوقع الكثيرون فشل هذا الاختراع إلا أنه الآن يعد من أكثر الاختراعات انتشاراً حيث أن الإحصائيات تقول بأن في العالم أكثر من مليون ونصف ماكينة[بحاجة لمصدر]. وقد تم الاحتفال في ولاية فلوريدا في فبراير 2007 بمرور 40 عاماً على هذا الاختراع حيث كان جون شبرد بارون ضيف الشرف الذي جاوز سن الـ80.

### الأستخدام العالمي
لا توجد أرقام دقيقة دولية أو حكومية تحسب العدد الكامل لأجهزة الصرف الآلي المستخدمة في جميع أنحاء العالم. التقديرات التي تم تطويرها في عام 2015 بواسطة جمعية أجهزة الصرف الآلي (ATMIA) قدرت عدد أجهزة الصرف الآلي في العالم ب 3 ملايين وحدة، أي ما يعادل تقريبًا جهاز صرف آلي واحد لكل 3,000 شخص في العالم.
لتبسيط تحليل استخدام أجهزة الصرف الآلي حول العالم، عادةً ما تقسم المؤسسات المالية العالم إلى سبع مناطق استنادًا إلى معدلات الانتشار، وإحصائيات الاستخدام، والميزات المتاحة. تحتوي أربع مناطق (الولايات المتحدة، كندا، أوروبا، واليابان) على أعداد كبيرة من أجهزة الصرف الآلي لكل مليون شخص. على الرغم من العدد الكبير لأجهزة الصرف الآلي، هناك طلب إضافي على الآلات في منطقة آسيا والمحيط الهادئ وأيضًا في أمريكا اللاتينية. قد تكون ماكاو هي المنطقة ذات أعلى كثافة من أجهزة الصرف الآلي بمعدل 254 جهازًا لكل 100,000 بالغ.
ولكن مع انتشار حلول الدفع الالكتروني في أواخر العقد الثاني من الألفية، بدأ عدد أجهزة الصرف الآلي واستخدامها في الانخفاض. حدث ذلك أولاً في البلدان المتقدمة في وقت كان فيه عدد أجهزة الصرف الآلي لا يزال في ازدياد في آسيا وأفريقيا. اعتبارًا من عام 2021، كان هناك انخفاض عالمي في عدد أجهزة الصرف الآلي المستخدمة، حيث انخفض المعدل إلى 39 جهازًا لكل 100,000 بالغ من 41 جهازًا لكل 100,000 بالغ في عام 2020 

## عتاد الآلة

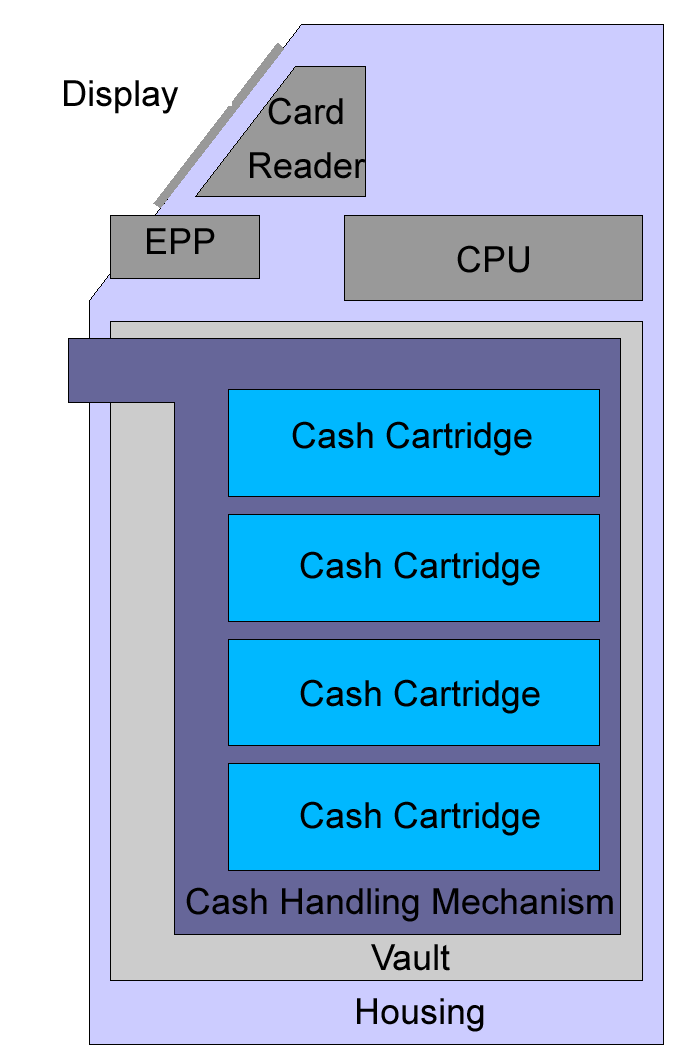
أجزاء من عتاد آلة صرافة آلية.

عتاد آلة الصراف الآلي يحوي العديد من الأجزاء من أهمها :
- وحدة معالجة مركزية (للتحكم بالآلة)
- بطاقة ممغطة أو رقائق (لتخيير العميل)
- بين باد (PIN Pad)، وهو جزء مشابه للآلة الحاسبة وكثيراً ما يصنع كجزء من الآلة.
- شاشة وعادة ماتكون LCD قابلة للمس
- وحدة صرف النقدية
- وحدة طباعة اليومية
- وحدة الاشعارات
- وحدة قراءة البطاقات
- وحدة الايداعات
- وحدة المظاريف
- التشفير
- لوحة الشرف

## فوائد آلة الصراف الآلي

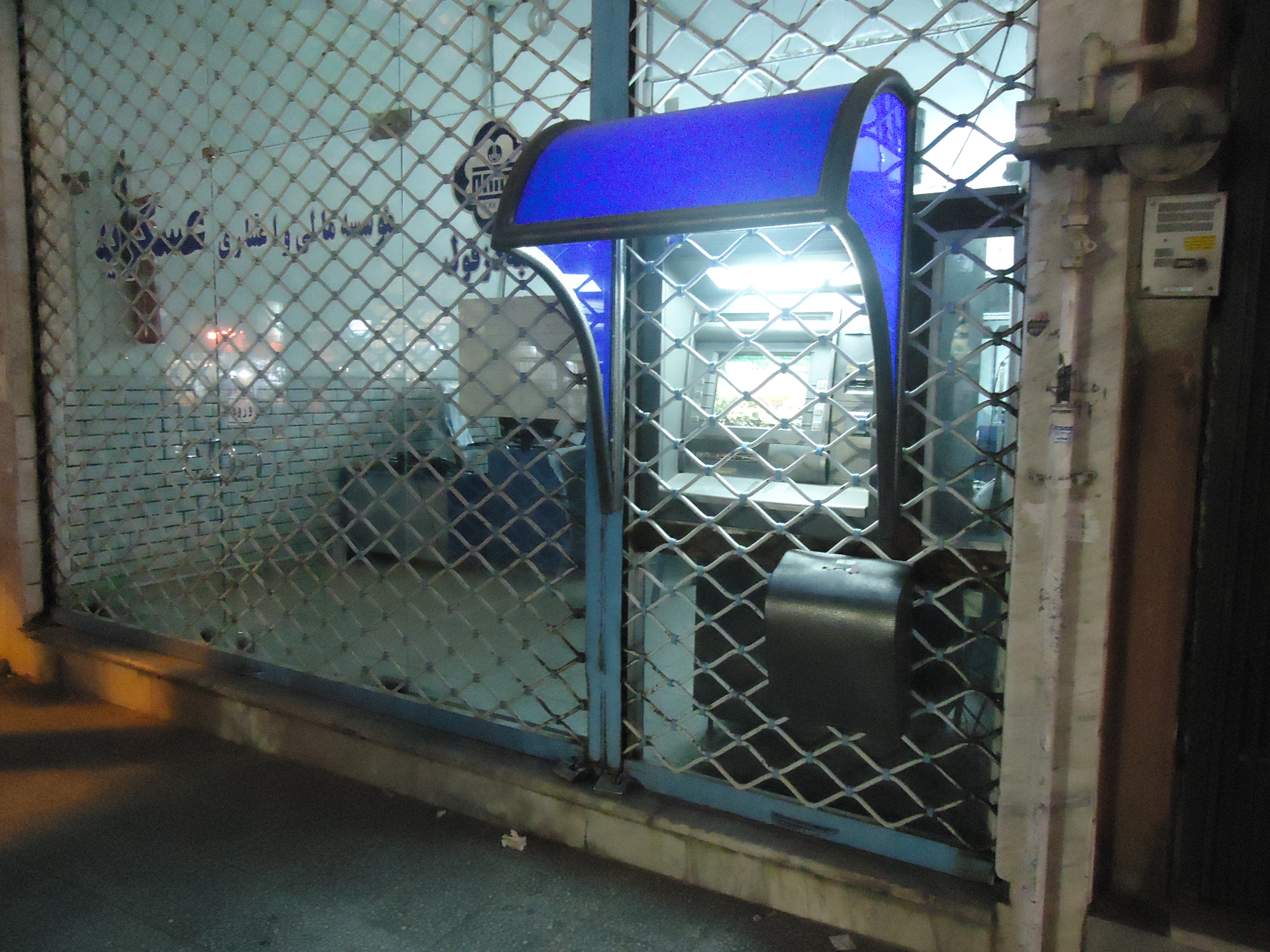
آلة صراف آلي في مدينة دزفول جنوب غرب إيران

- يستطيع الزبائن الوصول إلى حساباتهم المصرفية من أجل سحب النقود.
- مراقبة أرصدة الحسابات.
- إتاحة الفرصة للإيداع النقدي أو الشيكات.
- تحويل الأموال بين الحسابات المصرفية.
- دفع الفواتير.
- شراء السلع والخدمات
- منح القروض